# Noi doi
Noi doi este un film românesc din 2011 regizat de Claudiu Mitcu.